# 歌いこみ音楽隊!
『歌いこみ音楽隊!』（うたいこみおんがくたい）は、1995年4月15日から同年9月16日までTBS系列局（テレビ山口とテレビ高知を除く）で放送されていたTBS製作の音楽番組である。放送時間は毎週土曜 19:00 - 19:54 （日本標準時）。

## 概要
堺正章と松本明子が司会を務めていた番組。歌手の歌唱中には、カラオケボックスと同じ方式の歌詞テロップが出されていた。

## スタッフ
- 構成：田中直人、矢頭浩、井上知幸
- 取材：三好千春、古屋啓子、川上共子
- TD：杉田謙二
- VE：鉄尾直司
- カメラ：河野志朗
- 照明：笠原義博
- 音声：柳沢任広
- 音響：三澤恵美子
- 美術プロデューサー：河瀬洋男
- 美術デザイナー：橘野永
- 美術制作：伊藤隆、相野道生
- 編集：松尾茂樹
- TK：鈴木弘子
- 電子テロップ：尾崎至晃（テクノネット）
- 技術協力：エヌ・エス・ティー、サンライズアート、タムコ
- 協力：日本音楽事業者協会
- アシスタントプロデューサー：小野寺真
- ディレクター：矢島公紀、宮尾益実、片山剛
- プロデューサー：斎藤薫
- 演出：吉田裕二
- 製作著作：TBS

## エンディングテーマ
- 自由に歩いて愛して（歌：KIX-S）
- Believe Me （歌：高橋克典）

## 補足
- テレサ・テンが急逝した週の1995年5月13日には番組の内容を変更し、追悼特集を組んだ。
- 1989年に同局で放送されていた『音楽派トゥギャザー』と同様に、本番組が懐かしの番組を振り返る特番などで取り上げられることはほとんどない。本番組終了から1年後の『うたばん』放送開始前には、同番組司会の中居正広が「TBSがザ・ベストテン以来の音楽番組をやります」と発言していた。

| TBS系列 土曜19:00枠                                              | TBS系列 土曜19:00枠                               | TBS系列 土曜19:00枠                                                                    |
| 前番組                                                           | 番組名                                            | 次番組                                                                                 |
| ---------------------------------------------------------------- | ------------------------------------------------- | -------------------------------------------------------------------------------------- |
| 超人!コロシアム （1994年10月22日 - 1995年3月4日） ※19:00 - 20:00 | 歌いこみ音楽隊! （1995年4月15日 - 1995年9月16日） | 筋肉番付 （1995年10月14日 - 2002年5月4日） ※19:00 - 20:00 【土曜1:15枠から移動・拡大】 |